# Northside (Band)
Northside waren eine britische Musikgruppe der Madchester-Bewegung.

## Werdegang
Die Gruppe wurde 1989 in Manchester gegründet. Im darauf folgenden Jahr veröffentlichten sie zwei Singles. Die erste, Shall We Take a Trip, wurde von der BBC wegen Drogenreferenzen (das Lied beginnt mit den Buchstaben L-S-D) nur nachts gespielt, die zweite, My Rising Star, erreichte die britischen Singlecharts.
1991 wurden das bisher einzige Album Chicken Rhythms und eine weitere Top 40 Single Take 5 veröffentlicht. Northside konnte auch in Nordamerika einige Erfolge verbuchen.
Im Jahr 1992 wurden Aufnahmen für ein zweites Album gemacht. Wegen des Konkurs der Plattenfirma von Northside, Factory Records, ist dieses aber nie veröffentlicht worden. Die Suche nach einer neuen Plattenfirma blieb erfolglos und führte zum vorläufigen Ende der Band 1996.
Ende 2006 ging Northside auf eine Comeback-Tour durch Großbritannien.
Im August 2019 verstarb der Gitarrist Tim Walsh. 

## Besetzung
Originalbesetzung 1989 - 1992
- Gesang: Warren Dermody
- Gitarre: Michael Upton (bis 1990), Timmy Walsh (ab 1990)
- Bass: Cliff Ogier
- Schlagzeug: Paul Walsh

## Diskografie

### Alben
| Jahr | Titel           | Höchstplatzierung, Gesamtwochen, AuszeichnungChartsChartplatzierungen (Jahr, Titel, Platzierungen, Wochen, Auszeichnungen, Anmerkungen) | Anmerkungen |
| Jahr | Titel           | UK | Anmerkungen |
| ---- | --------------- | --- | ----------- |
| 1991 | Chicken Rhythms | UK19 (3 Wo.)UK |             |

### Singles
| Jahr | Titel Album                          | Höchstplatzierung, Gesamtwochen, AuszeichnungChartsChartplatzierungen (Jahr, Titel, Album, Platzierungen, Wochen, Auszeichnungen, Anmerkungen) | Anmerkungen |
| Jahr | Titel Album                          | UK | Anmerkungen |
| ---- | ------------------------------------ | --- | ----------- |
| 1990 | Shall We Take A Trip Chicken Rhythms | UK50 (7 Wo.)UK |             |
| 1990 | My Rising Star Chicken Rhythms       | UK32 (7 Wo.)UK |             |
| 1991 | Take 5 Chicken Rhythms               | UK40 (4 Wo.)UK |             |

Weitere Singles
- 1991: Tour De World (nur in USA)